# عبد الله الخيبري (لاعب كرة قدم مواليد 1996)
عبد الله الخيبري (16 أغسطس 1996) لاعب كرة قدم سعودي، يلعب لـنادي النصر السعودي والمنتخب السعودي.
مثل الشباب في الفئات السنية وصعد للفريق الأول في عام 2017 وانتقل إلى النصر مطلع عام 2019 .

## مسيرته الدولية
في يونيو عام 2018، تم أختيار الخيبري وضمه إلى التشكيلة النهائية للمنتخب السعودي والمُشاركة بمونديال كأس العالم 2018 في روسيا.
| المنتخب السعودي | المنتخب السعودي | المنتخب السعودي |
| السنة           | الظهور          | الأهادف         |
| --------------- | --------------- | --------------- |
| 2018            | 6               | 0               |
| المجموع         | 6               | 0               |

## استبعاده من كأس آسيا 2019
استبعد عبد الله الخيبري من قائمة تشكيلة المنتخب السعودي المشاركة لبطولة كأس آسيا 2019، والتي يستضيفه دولة الإمارات العربية المتحدة بسبب الإصابة.

## روابط خارجية
- عبد الله الخيبري على موقع الاتحاد الدولي (مؤرشف)  (الإنجليزية)
- عبد الله الخيبري على موقع قاعدة بيانات كرة القدم.إي يو (الإنجليزية)
- عبد الله الخيبري على موقع ناشيونال فوتبول تيمز (الإنجليزية)
- عبد الله الخيبري على موقع Soccerway.com (الإنجليزية)